# 生活協同組合連合会きらり
生活協同組合連合会きらり（せいかつきょうどうくみあいれんごうかいきらり）は、大阪府と兵庫県内にある4つの生活協同組合の連合会であったが2014年3月で清算。

## 概要
- 名称: 生活協同組合連合会きらり
- 設立年月日: 2003年1月17日(登記)
- 会員生協数: 4会員
- 出資金: 910万円
- 常勤職員数: 15人
- 事業指定区域: 大阪府／兵庫県
- 会員組合員数: 11万4,47人（2007年3月31日現在）
- 会員総事業高: 104億749万円（2006年度）
- 連合会所在地: 〒590-0151大阪府堺市南区小代727

## 会員生協
- 生活協同組合エスコープ大阪
- 生活協同組合都市生活
- 桃山学院大学生活協同組合
- 兵庫県学校生活協同組合